# Jamestown, Louisiana
Jamestown är en ort i Bienville Parish i delstaten Louisiana, USA.